# Стрижов, Иван Николаевич
Иван Николаевич Стрижов (24 сентября (6 октября) 1872, Билимбаевский завод, Екатеринбургский уезд, Пермская губерния — 12 августа 1953, Москва) — российский геолог-нефтяник. Один из основателей газовой промышленности в Российской империи и СССР.
Инженер и педагог, внёсший существенный вклад в развитие геологии, нефтегазовой науки и технологий, открытие и освоение многих месторождений полезных ископаемых, в особенности нефти и газа, новатор и автор оригинальных идей в области нефтегазового дела, выпускник Московского государственного университета, в период с 1940 по 1953 год был заведующим кафедрой добычи газа Московского нефтяного института.

## Биография
По данным свидетельства Екатеринбургской духовной консистории, основанного на метрической книге Свято-Троицкой церкви Билимбаевского завода, а также приписного воинского свидетельства родился 24 сентября (6 октября) 1872 года, крещён 27 сентября (9 октября) 1872 (хотя в одной из своих поздних (1940 г.) автобиографий указывал датой рождения 26 сентября) на Билимбаевском заводе в семье екатеринбургского купца, церковного старосты Билимбаевской Свято-Троицкой церкви, с 1879 — екатеринбургского уездного гласного Николая Григорьевича и матери Елизаветы Яковлевны (урождённой Глушковой), был старшим ребёнком. Кроме него в семье были сын Сергей (род. 1875 г.р.) и дочери Елизавета (род. 1881 г.р.), Клавдия (род. 1883 г.р.) и Вера (род 1885 г.р.).
В 1879 году с отличием окончил Екатеринбургскую гимназию. В 1893 году с отличием окончил естественное отделение Московского университета.
В 1894 году проводил геологические исследования в Богословском округе на Урале.
В 1895 году работал ассистентом кафедры минералогии Московского университета и лаборантом по химии в Московской Земледельческой школе.
В 1896—1898 годах — управляющий железными рудниками Х. Я. Фон Таля в Екатеринбурге, управляющий разведками и рудниками Терского горнопромышленного акционерного общества.
В 1898—1920 годах — управляющий нефтяными промыслами «Челекено-Дагестанского нефтяного общества», с 1913 г. — по совместительству заведующий разведочными работами Товарищества братьев Нобель, член Терского отделения Русского технического общества, геолог треста «Грознефть». С 1907 по 1920 председатель (ТОИРТО) в Грозном.
В 1917—1919 годах дважды избирался городским головой Грозного.
В 1920—1921 годах — помощник (заместитель) управляющего технического отдела Главного нефтяного комитета ВСНХ.
В 1922 г. — начальник технического управления московского представительства треста «Грознефть».
В 1922—1923 годах — заместитель начальника отдела нефтяной промышленности Главного управления по топливу, затем Главного горного управления ВСНХ.
В 1924—1925 годах — директор, заместитель директора Бакинской нефтяной промышленности Директората горной промышленности ЦУГПрома ВСНХ.
В 1925—1926 годах — заместитель старшего директора горной промышленности ЦУГПрома ВСНХ.
В 1926—1929 годах — старший директор нефтяной промышленности Главгортопа ВСНХ СССР, председатель Научно-Технического Совета Нефтяной промышленности.
В 1920—1929 — преподаватель Московской горной академии, профессор Института народного хозяйства.
1 июня 1929 г. был арестован по «Делу о контрреволюционной, шпионско-вредительской организации в нефтяной промышленности СССР» и в 1931 г. сослан в Ухтпечлаг. До 1938 г. был геологом, заместителем начальника геологического сектора Управления Ухтинского района. В 1938—1939 гг. — главный геолог Канско-Тасеевской нефтеразведочной экспедиции ГУЛАГ НКВД.
В 1939—1953 годах — профессор кафедры транспорта и хранения нефти Московского нефтяного института им. И. М. Губкина.
С 1944 года работал старшим научным сотрудником проектно-исследовательским бюро Московского нефтяного института им. И. М. Губкина.
С 1945 года — заведующий кафедрой добычи, транспортировки и переработки углеводородных газов.
Скончался 12 августа 1953 года в Москве. Похоронен на Введенском кладбище (25 уч.).

## Научно-производственные достижения
В 1896—1897 годах открыл на Кавказе Лобагомское полиметаллическое месторождение.
Открыл 4 месторождения нефти и газа: Алхазовское, Вознесенское, Новогрозненское (Октябрьское) и Датыхское.
Входил в первую редколлегию журнала «Нефтяное хозяйство».
Ратовал за создание газовой промышленности в СССР.
В 1926—1929 гг. являлся основным организатором геолого-поисковых и геолого-разведочных работ на нефть в Урало-Поволжье, добился их включения в план Геолкома на 1928/29 оп. г.
Автор так называемой «Русской системы разработки» (англ. Russian System of Field Development) — системы постепенного размещения скважин снизу вверх по простиранию пласта, так как в пласте может быть «газовая шапка».
Предложил теорию упруго-грузового режима нефтеносных пластов.
В 1938 г. предложил свой план геолого-разведочных работ в Сибири, который включал начало работ в Среднем Приобье.

## Репрессии

### 1929
1 июня 1929 года был арестован, постановлением КОГПУ от 18 марта 1931 года, приговорен по ст. 19-58 пп. 5, 6; ст. 58-7 к ВМН с заменой заключением в лагерь сроком на 10 лет.
- По постановлению КОГПУ от 23.08.1931 прежняя мера наказания заменена высылкой в Иркутск.
- По постановлению КОГПУ от 12.10.1931 выслан в Ухту Коми АССР. С 1931 в Ухтинской экспедиции ОГПУ, пом. нач. геолог. сектора, в 1932 открыл Ярегское месторождение тяжелой нефти. Позднее ст. геолог промыслов Водный и Чибью.

### 1938
Выдвинуто обвинение во вредительстве: «распылял силы и средства по всему региону».
- В 1938—1939 годах — геолог Канско-Тасеевской экспедиции ГУЛАГа в Красноярском крае.

Освобождён в 1939, вернулся в Москву.

### 1948
В 1948 году был обвинён в «Космополитизме». В его защиту выступил профессор В. Н. Щелкачёв, дело удалось прекратить.

### Реабилитация
29 июня 1989 года — реабилитирован посмертно Главной военной прокуратурой СССР.

## Членство в организациях
- 1900 — член, председатель Терского отделения Русского Технического Общества (1900—1920)
- 1911 — член Французского геологического общества
- 1920 — член Кавказского отдела Русского Географического Общества
- 1920 — член Московского Общества Испытателей природы (МОИП)
- 1927 — член Американской ассоциации нефтяных геологов
- секретарь Технической комиссии по охранению нефтяных месторождений Тверской области
- председатель Геолого-Технической комиссии по охранению Ново-Грозненского нефтяного месторождения
- член Американского Института Горных инженеров и металлургов.

## Награды
- 1944 — Медаль «За оборону Москвы»
- 1945 — Орден Трудового Красного Знамени
- 1945 — Медаль «За доблестный труд в Великой Отечественной войне 1941—1945 гг.»